# Nerik

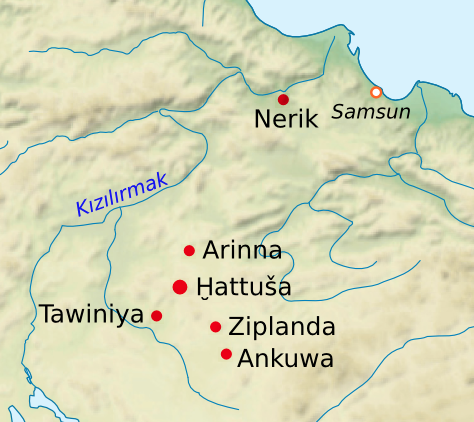
Mapa de algunas de las ciudades hititas con la localización probable de Nerik, en el área próxima de Samsun, al norte de Turquía.

Nerik (hitita Nerikka) fue una ciudad hitita que estaba situada al norte de las capitales hititas Hattusa y Sapinuwa. 
Su localización exacta era desconocida hasta que las excavaciones arqueológicas llevadas a cabo a partir de 2005 en el pueblo de Oymaağaç, del área de Vezirköpru, produjeron hallazgos que indican una gran probabilidad de que la ciudad de Nerik estuviera situada en ese lugar.
Nerik fue fundada con el nombre de Harak por hablantes de lenguas hátticas.
Su importancia radicaba en el festival de Purulli, que se celebraba anualmente en honor del dios de la tormenta en esta localidad. 
Fundada por los háticos, pueblo de lengua no indoeuropea, fue incorporada al imperio hitita durante el reinado de Hattusili I (1650 - 1620 a. C.), y se mantuvo en él hasta la invasión kaska de tiempos de Hantili II, en algún momento del siglo XV a. C.
Bajo Hantili, Nerik fue destruida. Tras la pérdida de la ciudad, los hititas trasladaron la celebración religiosa a Hattusa, hasta tiempos de Muwatalli II y Urhi-Tesub (1292-1265 a. C.), cuando Hattusili III reconquistó la ciudad y volvió a celebrar el festival de Purulli en ella. Hattusili debió gran parte del prestigio que luego le permitió alcanzar el trono a esta victoria, hasta el punto de que llamó a su primogénito Nerikkaili en honor de la ciudad.
Se desconoce el destino de la ciudad tras la desaparición de los hititas durante la invasión de los pueblos del mar (aprox. 1200 a. C.), pero es probable que fuera saqueada o destruida por los kaskas, como hicieron con el reino de Tudhaliya I.

## Excavaciones
En 2005, Rainer Maria Czichon y Jörg Klinger de la Universidad Libre de Berlín comenzaron la excavación de Oymaağaç Höyük, en el lado oriental del río Kızılırmak, 7 km al noroeste de Vezirköprü. Hasta el momento este es el lugar más septentrional de Anatolia con restos del imperio hitita.
Los hallazgos más valiosos son tablillas con escritura cuneiforme. En uno de los textos aparece la mención de «Haharwa», es decir, las montañas en las que estaba situada Nerik. El inventario de las excavaciones incluye una fuente sagrada, una escalera subterránea, herramientas, bandejas de plata y bullae exhumadas en un santuario monumental.